# Casper Nielsen
Casper Nielsen (Esbjerg, 29 april 1994) is een Deens voetballer die sinds 2025 uitkomt voor Standard de Liège. Nielsen is een middenvelder.

## Clubcarrière
Nielsen genoot zijn jeugdopleiding bij Esbjerg fB, de club waar zijn vader Henrik van 2000 tot 2003 speelde. In juni 2009 ondertekende hij er op vijftienjarige leeftijd zijn eerste profcontract. Enkele maanden later ging hij op de proef bij Manchester City, maar Nielsen bleef uiteindelijk bij Esbjerg.  Op 28 november 2012 maakte hij zijn debuut in het eerste elftal van de club tijdens een bekerwedstrijd tegen Lyngby BK. Nielsen groeide uiteindelijk uit tot een vaste waarde bij Esbjerg. In zijn eerste seizoen bij het eerste elftal won hij de Deense voetbalbeker.
In januari 2017 stapte Nielsen over naar Odense BK. Ook daar werd hij een vaste waarde. Tweeënhalf jaar later trok de Belgische tweedeklasser Union Sint-Gillis hem aan. Nielsen werd meteen een vaste waarde bij Union. In maart 2021 promoveerde hij met de club naar de Jupiler Pro League. In het tussenseizoen verlengde hij zijn contract, dat medio 2022 afliep, met twee seizoenen. Op 28 augustus 2021 scoorde hij in de 4-0-zege tegen Standard Luik zijn eerste doelpunt in de Jupiler Pro League, uitgerekend wanneer hij door de knieblessure van Teddy Teuma de aanvoerdersband mocht dragen.
Op 17 juli 2022 werd bekend dat Nielsen overgenomen wordt door Club Brugge. Hij tekent er een contract voor 4 seizoenen. Ook bij Club Brugge werd hij meteen basisspeler.
Op 3 juli 2025 zette Nielsen zijn handtekening onder een driejarig contract bij Standard de Liège.

## Clubstatistieken
| Seizoen | Club              | Land                | Competitie      | Competitie | Competitie | Beker | Beker | Internationaal | Internationaal | Totaal | Totaal |
| Seizoen | Club              | Land                | Competitie      | Wed.       | Dlp.       | Wed.  | Dlp.  | Wed.           | Dlp.           | Wed.   | Dlp.   |
| ------- | ----------------- | ------------------- | --------------- | ---------- | ---------- | ----- | ----- | -------------- | -------------- | ------ | ------ |
| 2012/13 | Esbjerg fB        | Vlag van Denemarken | Superligaen     | 1          | 0          | 1     | 0     | —              | —              | 2      | 0      |
| 2013/14 | Esbjerg fB        | Vlag van Denemarken | Superligaen     | 14         | 1          | 2     | 0     | 3              | 0              | 19     | 1      |
| 2014/15 | Esbjerg fB        | Vlag van Denemarken | Superligaen     | 26         | 1          | 6     | 0     | 4              | 1              | 36     | 2      |
| 2015/16 | Esbjerg fB        | Vlag van Denemarken | Superligaen     | 31         | 0          | 1     | 0     | —              | —              | 32     | 0      |
| 2016/17 | Esbjerg fB        | Vlag van Denemarken | Superligaen     | 30         | 1          | 1     | 0     | —              | —              | 31     | 1      |
| 2017/18 | Odense BK         | Vlag van Denemarken | Superligaen     | 31         | 1          | 1     | 0     | —              | —              | 32     | 1      |
| 2018/19 | Odense BK         | Vlag van Denemarken | Superligaen     | 29         | 3          | 3     | 2     | —              | —              | 32     | 5      |
| 2019/20 | Union Sint-Gillis | Vlag van België     | Eerste klasse B | 26         | 7          | 2     | 0     | —              | —              | 28     | 7      |
| 2020/21 | Union Sint-Gillis | Vlag van België     | Eerste klasse B | 27         | 4          | 3     | 1     | —              | —              | 30     | 5      |
| 2021/22 | Union Sint-Gillis | Vlag van België     | Eerste klasse A | 39         | 7          | 2     | 0     | —              | —              | 41     | 7      |
| 2022/23 | Club Brugge       | Vlag van België     | Eerste klasse A | 36         | 9          | 2     | 0     | 8              | 0              | 46     | 9      |
| Totaal  | Totaal            | Totaal              | Totaal          | 290        | 34         | 24    | 3     | 15             | 1              | 329    | 38     |

## Interlandcarrière
Nielsen nam met het Deens olympisch voetbalelftal deel aan de Olympische Zomerspelen 2016 in Rio de Janeiro. Hij kwam er twee keer in actie: in de groepswedstrijd tegen Irak en in de kwartfinale tegen Nigeria. Een jaar later nam hij met de Deense beloften ook deel aan het EK onder 21 in Polen.

## Erelijst
| Competitie               |            |            |            |            |
| Competitie               | Aantal     | Jaren      |            |            |
| Esbjerg fB               | Esbjerg fB | Esbjerg fB | Esbjerg fB | Esbjerg fB |
| ------------------------ | ---------- | ---------- | ---------- | ---------- |
| Deense voetbalbeker      | 1x         | 2012/13    |            |            |
| Union Sint-Gillis        |            |            |            |            |
| Kampioen Eerste Klasse B | 1x         | 2020/21    |            |            |
| Club Brugge              |            |            |            |            |
| Belgisch kampioen        | 1x         | 2023/24    |            |            |
| Beker van België         | 1x         | 2024/25    |            |            |